# Stephan Lichtsteiner
Stephan Lichtsteiner (ur. 16 stycznia 1984 w Adligenswil) – szwajcarski piłkarz, który grał na pozycji obrońcy. W latach 2006–2019 wieloletni kapitan i reprezentant reprezentacji Szwajcarii. Uczestnik Mistrzostw Świata w 2010, 2014 i 2018 roku oraz Mistrzostw Europy w 2008 oraz 2016 roku. 7-krotny zwycięzca Serie A.
W swojej karierze najwięcej występów zaliczył dla włoskiego Juventusu. Występował również m.in. w: S.S. Lazio, Arsenalu czy LOSC Lille.

## Kariera klubowa
Stephan Lichtsteiner zawodową karierę rozpoczynał w 2001 roku w Grasshoppers Zurych. W Swiss Super League zadebiutował 4 maja 2002 roku w wygranym 4:1 meczu z BSC Young Boys. Był to jedyny występ Lichtsteinera w sezonie 2001/02, jednak w kolejnych rozgrywkach był już podstawowym zawodnikiem swojej drużyny. W sezonie 2002/03 Lichtsteiner wywalczył z Grasshoppers mistrzostwo kraju. W ciągu 4 sezonów szwajcarski zawodnik rozegrał dla klubu z Zurychu 79 ligowych meczów i strzelił 4 gole.
Latem 2005 roku Lichtsteiner przeniósł się do francuskiego Lille OSC. W Ligue 1 zadebiutował 30 lipca w wygranym 1:0 pojedynku ze Stade Rennais. W pierwszym sezonie gry dla „Les Dogues” wystąpił w 31 spotkaniach pierwszej ligi, a Lille zajęło w końcowej tabeli trzecie miejsce. Przez 3 lata szwajcarski zawodnik był podstawowym defensorem Lille. W sezonie 2007/08 zdobył w Ligue 1 4 bramki, w tym 2 w zwycięskim 5:0 pojedynku z SM Caen.
W sierpniu 2008 zawodnik przeszedł do włoskiego S.S. Lazio. W nowym klubie zadebiutował 31 sierpnia w wygranym 4:1 wyjazdowym meczu z Cagliari Calcio. Od czasu debiutu Szwajcar stał się podstawowym piłkarzem w linii obronnej Lazio. W lutym 2010 roku nowym trenerem Lazio został Edoardo Reja. W swoim pierwszym spotkaniu w roli szkoleniowca z Parmą zagrał taktyką 3–5–2, w której Lichtsteiner został ustawiony na pozycji prawego pomocnika.
Latem 2011 przeszedł do Juventusu i podpisał z tym klubem 4-letni kontrakt.
5 czerwca 2018 roku związał się 2 letnim kontraktem z Arsenalem. Po roku przeniósł się do FC Augsburg.
12 sierpnia 2020 roku ogłosił zakończenie piłkarskiej kariery.

## Kariera reprezentacyjna
Lichtsteiner ma za sobą występy w młodzieżowych reprezentacjach Szwajcarii. Razem z zespołem do lat 21 w 2004 roku wziął udział w mistrzostwach Europy juniorów. Na turnieju Szwajcarzy zajęli ostatnie miejsce w swojej grupie i odpadli z mistrzostw. W seniorskiej reprezentacji Lichtsteiner zadebiutował 15 listopada 2006 roku w przegranym 1:2 meczu przeciwko Brazylii. Z czasem wywalczył sobie miejsce w pierwszym składzie zastępując w nim Philippa Degena. W maju 2008 roku Jakob Kuhn powołał go do 23-osobowej kadry na mistrzostwa Europy, na których Szwajcarzy odpadli w rundzie grupowej. W 2009 roku awansował z zespołem narodowym na Mistrzostwa Świata w RPA.
Wraz ze swoją reprezentacją wywalczył awans na Mundial 2014. Tam Szwajcaria odpadła w 1/8 finału. Po turnieju karierę reprezentacyjną zakończył Gökhan İnler. Wówczas to Lichtsteiner przejął opaskę kapitana kadry. Z drużyną awansował na Mistrzostwa Europy 2016 i Mistrzostwa Świata 2018. Oba turnieje Szwajcaria zakończyła na 1/8 finału.

## Sukcesy

### Juventus
- Mistrzostwo Włoch: 2011/12, 2012/13, 2013/14, 2014/15, 2015/16, 2016/17, 2017/18
- Puchar Włoch: 2014/15, 2015/16, 2016/17, 2017/18
- Superpuchar Włoch: 2012/13, 2013/14, 2015/16
- Finalista Ligi Mistrzów: 2014/15, 2016/17

### S.S. Lazio
- Puchar Włoch: 2008/09
- Superpuchar Włoch: 2009/10

### Arsenal
- Finalista Ligi Europejskiej: 2018/19

### Grasshopper Club Zurych
- Mistrzostwo Szwajcarii: 2002/03[4]

### Indywidualne
- Szwajcarski Piłkarz Roku: 2015[5]
- Gol roku UEFA: 2015/16[6]